# Bisuschio
Bisuschio (lombardul: Bisus'c) település Olaszországban, Varese megyében. Lakosainak száma 4264 fő (2023. január 1.). Bisuschio Arcisate, Besano, Cuasso al Monte és Viggiù községekkel határos.

## Népesség
A település népességének változása:
| Lakosok száma | 4368 | 4294 | 4264 |
|               | 2017 | 2018 | 2023 |